# Francisco de Infante
Don Francisco de Infante, nació Toledo, España hacia 1518. Fue hijo de Diego Infante y Francisca Gomez de Aguero y Vasquez de Rojas. Pasó a Venezuela, arribando a la ciudad de Coro; en el año de 1534, en la expedición del Gobernador de Venezuela Georg Hohermuth, llamado Jorge de Espira enviado por la casa Welser de Augsburgo.
Alcanzó el grado de capitán y fue uno de los más esforzados y distinguidos conquistadores españoles. A mediados del siglo XVI, aparece en la dominación de los indios Qüicas y en la repoblación de la ciudad de Trujillo, en unión del Capitán Francisco Ruiz y por orden del Gobernador Gutiérrez de la Peña. Posteriormente, interviene en las acciones contra el "Tirano Aguirre" por los alrededores de Nueva Valencia del Rey y el puerto de Borburata, época en la cual, después de haber provisto lo ordenado desde la ciudad de El Tocuyo, por Pablo Collado, acompaña a Diego de Losada en la fundación de Caracas, en julio de 1567, e igualmente, contribuyó eficazmente a la pacificación de los indios Caracas y Teques, dirigió junto a Francisco Fajardo la batalla de Macarapana en lo q hoy es la ciudad de Los Teques en 1568, donde fue capturado el aguerrido cacique Guaicaipuro, quien murió de las heridas recibidas en este fiero combate; donde las tropas españolas sufrieron grandes bajas y casi son derrotadas por una coalición de tribus aborígenes que los superaban en números.
Sobre la captura de Guaicaipuro, el historiador Eloy Reverón; cita un estudio minucioso desarrollado por el hermano Nectario María, donde señala que Guaicaipuro fue sorprendido en un lugar de las montañas cercanas a San Diego de los Altos y Los Teques, denominada Siriapo. Guaicaipuro estaba bien dormido y llegaron de madrugada. Pegaron fuego a su choza y el hombre murió peleando. Francisco dirigía a los hombres que salieron a emboscar al guerrero. Diego de Lozada, levantó un sumario jurídico para apresar a Guaicaipuro. "Confió este delicado encargo al alcalde Francisco Infante, quien con indios fieles y seguros, que conocían su paradero, al ponerse el sol, salió cierta tarde con ochenta hombres de Caracas, a la media noche llegaron al alto de la fila, en cuya falda estaba el pueblo donde Guaicaipuro tenía su retiro. Infante, con veinticinco hombres, se quedó allí con la reserva, y para proteger la retaguardia y retirada, en caso de una derrota,...
Compañero y concuñado del no menos célebre, Capitán Alonso Díaz Moreno, pasó a Caracas, donde fue su Alcalde Ordinario.
Tuvo las Encomiendas de Los Moriches, La Vega y Petare.
Se casó en 1570, con Francisca Gómez de Agüero y Rojas (hija del conquistador, Diego Gómez de Agüero y su esposa Ana Vázquez de Rojas, quienes fueron muertos por Lope de Aguirre en 1561 en Isla Margarita), con quien tuvo nueve hijos: Luisa, Ana María, Francisco “El mozo”, Blas, Bonifacio, Lucas, Antonio, María y Francisca.
Entre sus descendientes, se encuentran: María de la Concepción Palacios y Blanco, Carlos Palacios y Blanco, Esteban Palacios y Blanco, María Antonia Bolívar Palacios, Juana Bolívar Palacios, Juan Vicente Bolívar Palacios, Simón Bolívar, Guillermo Palacios Bolívar, Anacleto Clemente Bolívar, Wenceslao Urrutia, Fernando Bolívar, Antonio Guzmán Blanco, César Zumeta, Eugenio Mendoza Goiticoa, Eduardo Mendoza Goiticoa, Gustavo Vollmer Herrera, Edmundo González, Leopoldo López y Thor Halvorssen Mendoza, entre otros.
Fuente
María, Hermano Nectario, Historia de la Conquista y Fundación de Caracas, Caracas, Consejo Municipal del Distrito Federal, 1967